# Шібська вода
Шібська вода (словац. Šibská voda) — річка в Словаччині, права притока Топлі, протікає в окрузі Бардіїв.
Довжина — 13.5 км. Витік розміщується в масиві Чергівські гори — на висоті 825 метрів. Річка протікає територією сіл Шіба; Клюшов і міста Бардіїв.
Впадає у Топлю на висоті 258 метрів.